# Kỳ án trên đồi tuyết
Kỳ án trên đồi tuyết (tiếng Pháp: Anatomie d'une chute, tiếng Anh: Anatomy of a Fall) là một bộ phim điện ảnh Pháp thuộc thể loại tâm lý – giật gân – chính kịch ra mắt vào năm 2023 do Justine Triet viết kịch bản kiêm đạo diễn, với sự tham gia diễn xuất của Sandra Hüller, Swann Arlaud, Milo Machado Graner, Antoine Reinartz, Samuel Theis, Jehnny Beth, Saadia Bentaieb, Camille Rutherford, Anne Rotger và Sophie Fillières. Tác phẩm theo chân Sandra Voyter – một nhà văn đang cố gắng đưa ra những bằng chứng để chứng minh mình vô tội trước cáo buộc sát hại người chồng của mình.
Được khởi quay từ tháng 2 đến tháng 5 năm 2022, bộ phim có buổi ra mắt tại liên hoan phim Cannes lần thứ 76 vào ngày 21 tháng 5 năm 2023, nơi đây bộ phim đã chính thức giành giải Cành cọ vàng và giải Palm Dog, đồng thời bộ phim cũng tham gia tranh giải Queer Palm. Tác phẩm được khởi chiếu tại Pháp vào ngày 23 tháng 8 năm 2023 và tại Việt Nam vào ngày 10 tháng 11 cùng năm, và nhận về những lời khen ngợi từ giới chuyên môn, đặc biệt nhấn mạnh về kịch bản, chỉ đạo đạo diễn và diễn xuất của Hüller, đồng thời bán được hơn một triệu lượt xem tại Pháp.
Với việc được tiếp tục vang danh trên thị trường quốc tế, Kỳ án trên đồi tuyết đã nhận về hàng loạt giải thưởng cao quý, bao gồm hai giải Quả cầu vàng, sáu giải César, các giải BAFTA và giải Oscar cho hạng mục Kịch bản gốc xuất sắc nhất.